# ما في متلو
مافي متلو هو برنامح لبناني ساخر يعرض حصرياً على قناةإم تي في اللبنانية وهو يمتلك نفس الكادر الفني الذي كان يعمل في برنامج لا يمل على قناة المستقبل اللبنانية أيضاً وهو يعرض مقاطع فيديو قصيرة الطول مضحكة وهو يسلط الضوء على الكثير من الأشياء التي يعيشها المواطن اللبناني يكتب سيناريو هذه المقاطع المخرج نفسه.

## طاقم التمثيل
- عادل كرم
- عباس شاهين
- نعيم حلاوي
- رولا شامية
- أنجو ريحان

و هؤلاء النجوم يمثلون الشخصيات المختلفة التي يتضمنها البرنامج منها:(غابي),(مجدي ووجدي),(مستر لغات),(جميلة),(مستر بخيل),(فريد),(أبو رياض) وغيرها.